# Petr Čech
Petr Čech (Plzeň, 20. svibnja 1982.) bivši je češki nogometni vratar. Branio je za Arsenal F.C. Prije Arsenala je nastupao jedanaest godina za Chelsea F.C. Uz Chelsea nastupao je za češke klubove Viktoriju iz Plzena, Blšany i prašku Spartu, te za francuski Stade Rennais. U tri sezone (04./05., 06./07. i 07./08.) za redom Čech je proglašavan najboljim vratarom Lige prvaka. Češki nogometni izbornik objavio je u svibnju 2016. popis za nastup na Europskom prvenstvu u Francuskoj, na kojem se nalazi Čech.

## Uspjesi
Chelsea:
- FA Premier Liga: 2005., 2006., 2010., 2014
- FA kup: 2007., 2009., 2010.
- Engleski Liga kup: 2005., 2007.
- Charity Shield: 2005., 2009.
- UEFA Liga prvaka: 2012.
- UEFA Europska liga: 2013.

#### Arsenal:
- FA Community Shield: 2015.
- Fa Kup : 2017

Osobne nagrade:
- IFFHS najbolji vratar na svijetu: 2005.
- Najbolji europski vratar: 2005., 2007., 2008.
- UEFA klupske nagrade: Najbolji vratar: 2005., 2007.
- Igrač mjeseca FA Premier Lige: ožujak 2007.
- Češki igrač godine: 2005., 2008., 2009., 2010., 2011., 2012., 2013., 2015.
- Zlatna lopta (Češka): 2005., 2006., 2007., 2008., 2010., 2011., 2012., 2013.
- Barclays zlatna rukavica: 2005., 2010., 2014., 2016.

## Vanjske poveznice
- Službene stranice  (na češkom)
- Profil na chelseafc.com
- Petr Čech  Arhivirana inačica izvorne stranice od 3. ožujka 2016. (Wayback Machine) – profil
- Službene stranice (na engleskom)